# Колегія єзуїтів (Івано-Франківськ)
Колегія, або колегіум єзуїтів — навчальний заклад ордену єзуїтів у Станиславові (нині — Івано-Франківськ).

## Історія

### Початки
У 1669 році дідич Станиславова Анджей Потоцький заснував у місті «колонію» Краківської академії, яку зазвичай називали «академія», якою опікувались капітуляри РКЦ.

### Під опікою єзуїтів
Юзеф Потоцький, на відміну від свого батька Анджея, був шанувальником ордену єзуїтів і поставив собі за мету створення колеґіуму. Про це свідчить інформація, що зберігається в архівах закону «Ерізіоіае асі СепегаІІБ» («Листи до генералів»). З цією метою він звернувся листом, датованим у Станиславові 28 листопада 1714 року, до генерала ордену Тамбуріні з проханням надіслати до Станиславова отців-єзуїтів для зміцнення християнської віри, серед яких він хотів бачити польського єзуїта кс. Томаша Заленського (зокрема, допомагав гетьману Пилипу Орлику контактувати з сім'єю, яка проживала у місті), який невдовзі — на початку 1715 року — оселився у тодішньому Станиславові як капелан воєводи Юзефа Потоцького.
Єзуїтам, які прибули, воєвода подарував землю поблизу Тисменицької брами, де колись був розташований дерев'яний замок Потоцьких. Невдовзі там почали зводити костел. Одночасно єзуїти відновили дерев'яний будинок колишньої академії, і у вересні 1716 року в ньому урочисто відкрили декілька класів. Проте через нестачу коштів навчання проводилось лише в нижчих класах: інфімі, граматиці і синтаксимі. Лише з наступного року відкрито два вищі класи — поетику та риторику, а ще через рік створено дворічний курс філософії за кошти королівського полковника Павла Вітославського, який надав на цю справу 6000 злотих. Нова оселя єзуїтів називалась резиденцією і підпорядковувалась колегії святого Петра у Львові.
У дерев'яному будинку, що передував мурованій колегії єзуїтів, з 1717 року проводились спільні богослужіння. Перші з них відбулися під час беатифікації бл. Францішка. Того дня вівтар прикрасили дамаском з гербами Франції, Польщі, Русі, Галицької землі і дому Потоцьких.
1717 році на галицькому сеймику шляхта Покуття ухвалила спеціальний податок на користь цієї школи. 1726 року дружина Юзефа Потоцького Вікторія з Лещинських відкрила кафедри французької на німецької мов.
У 1730-х роках розпочали будівництво мурованого колеґіуму, яке тривало понад 10 років. 1744 року відбулося відкриття колеґіуму в мурованому приміщенні.
В радянські часи церква охоронялась як пам'ятка архітектури Української РСР (№ 231).

## Відомі люди

### Учні
- Францішек Карпінський
- Станіслав Потоцький, син коронного гетьмана Анджея
- Юзеф Потоцький

## Будівля
Приміщення — пам'ятка архітектури, збудована у 1744 році. Розташована на центральній площі — Майдані Шептицького, і вважається найстарішою освітньою будівлею міста. Колегіата ордену єзуїтів орієнтована вівтарем на захід, на Майдан Шептицького вона виходить північним бічним фасадом. Дана пам'ятка архітектури у плані являє собою витягнутий прямокутник. Головний фасад спроєктований у рисах класицизму. Вікна і двері обрамлені накладними планками — наличниками. Вікна другого поверху оточені прямокутними підвіконними нішами. Північний і західний фасади спроєктовані без декору.

## Зауваги
Після того, як Прикарпаття відійшло до Австрії, австрійський уряд у 1773 році «скасував» (заборонив діяльність) ордену єзуїтів, колегія продовжила діяльність без опіки отців. У її приміщенні 1 листопада 1784 почала діяти державна гімназія (навчались такі видатні постаті, як Іван Вагилевич — український письменник, один з організаторів «Руської трійці», XX ст — Михайло Яцків — український письменник, діяч «Молодої музи»).
З середини XIX ст. місто стало осідком греко-католицьких єпископів, які розпочали реставрувати костел. Після реставрації костел єзуїтів став Свято-Воскресенським катедральним собором. Реставрація та художнє оформлення церкви відбулось завдяки фінансовому сприянню єпископа А. Шептицького.

## Світлини

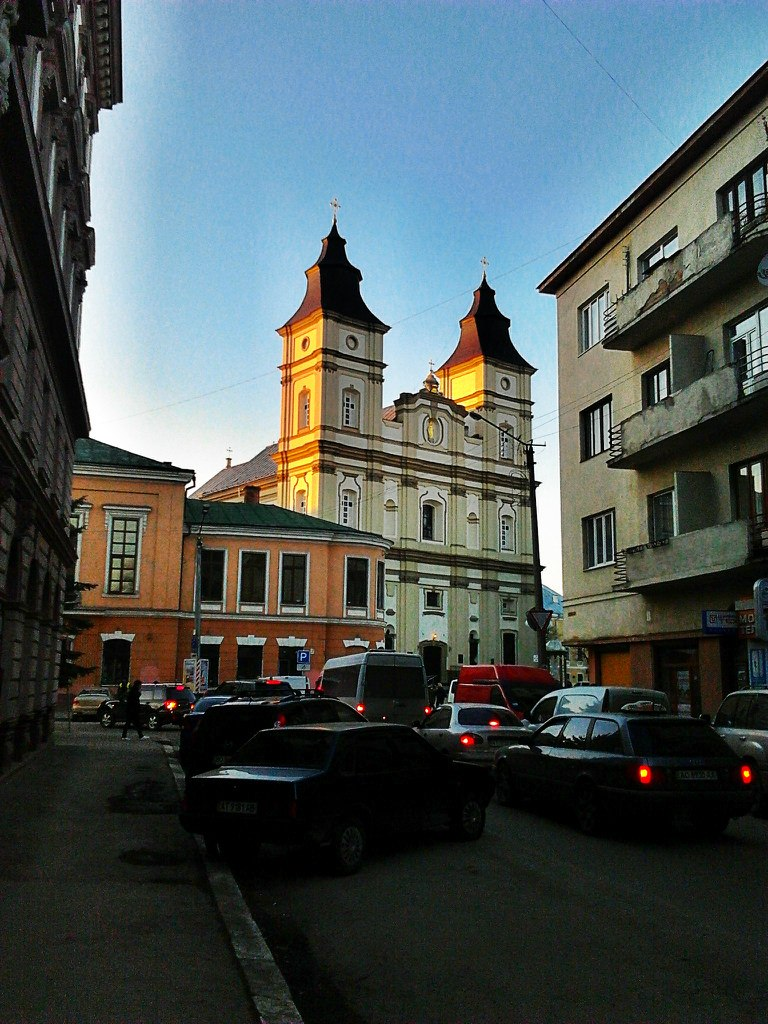
Костел Єзуїтів (Собор Святого Воскресіння)
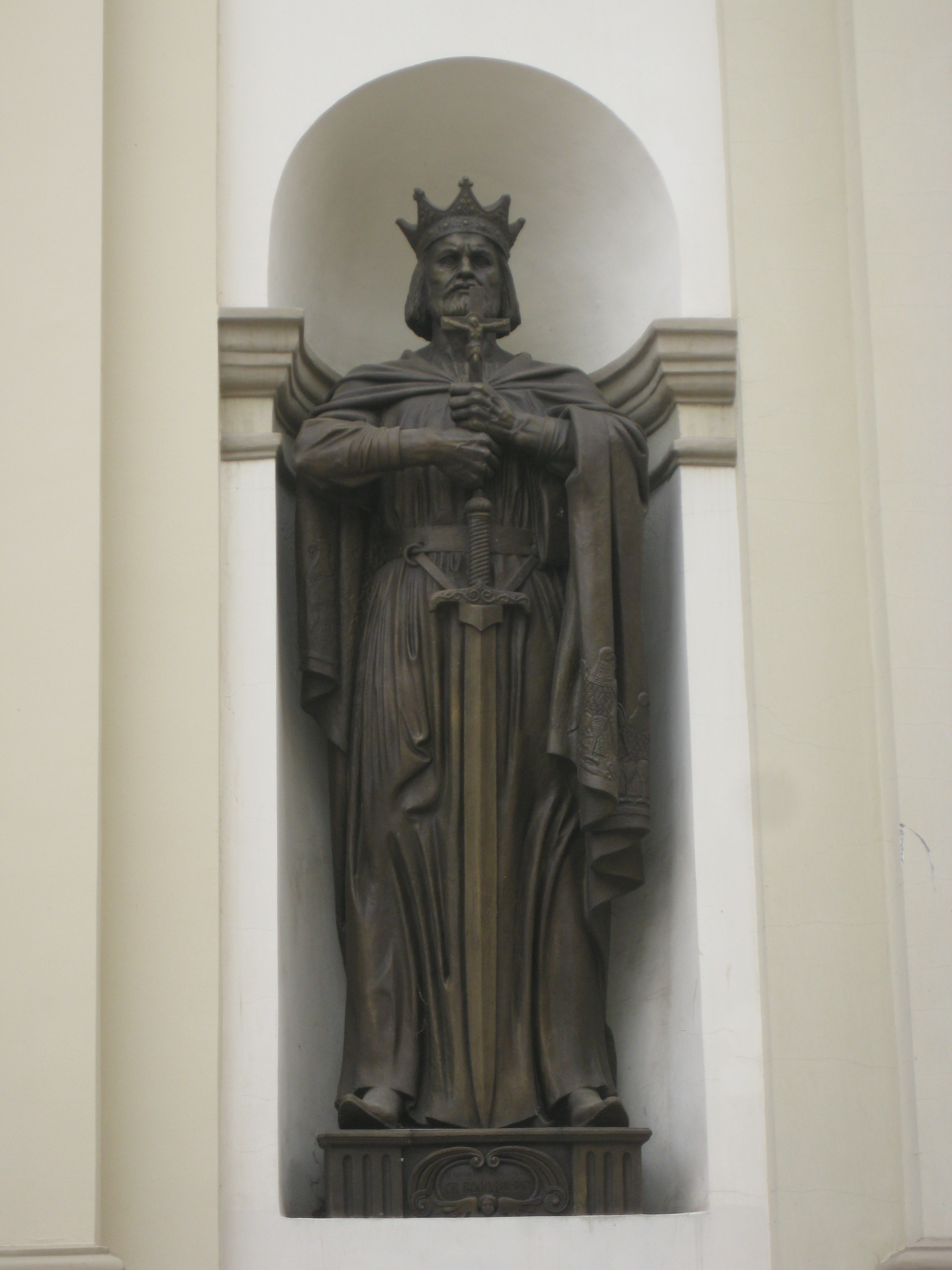
Костел Єзуїтів
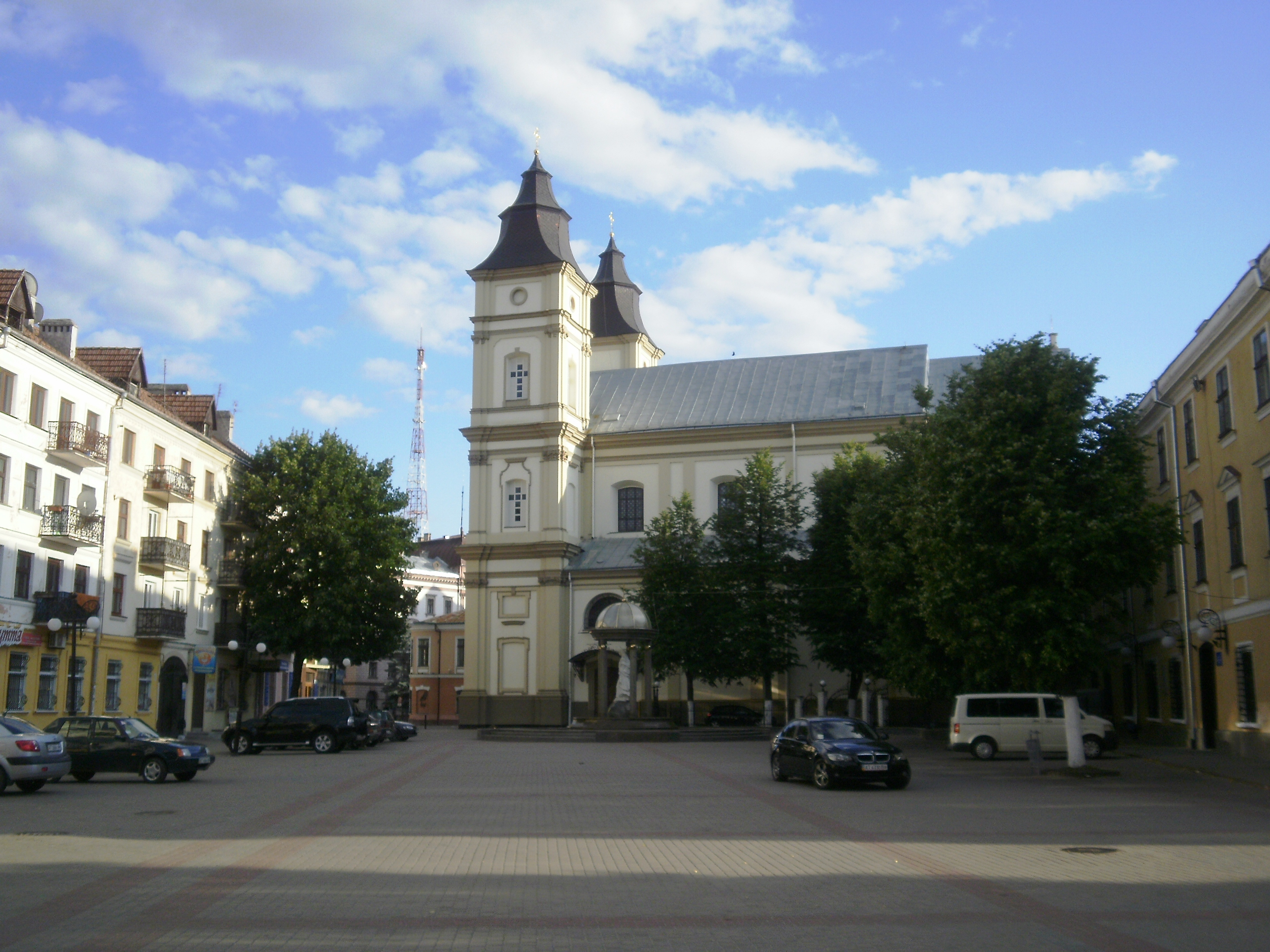
Костел Єзуїтів